# Partula thetis
Partula thetis es una especie de molusco gasterópodo terrestre de la familia Partulidae en el orden de los Stylommatophora.

## Distribución geográfica
Es endémica de Palaos.